# Rustburg
Rustburg est une census-designated place située en Virginie, aux États-Unis. C’est le siège du comté de Campbell. Lors du recensement de 2010, sa population s’élevait à 1 431 habitants.

## Source
- (en) Cet article est partiellement ou en totalité issu de l’article de Wikipédia en anglais intitulé « Rustburg, Virginia » (voir la liste des auteurs).